# Public Land Survey System

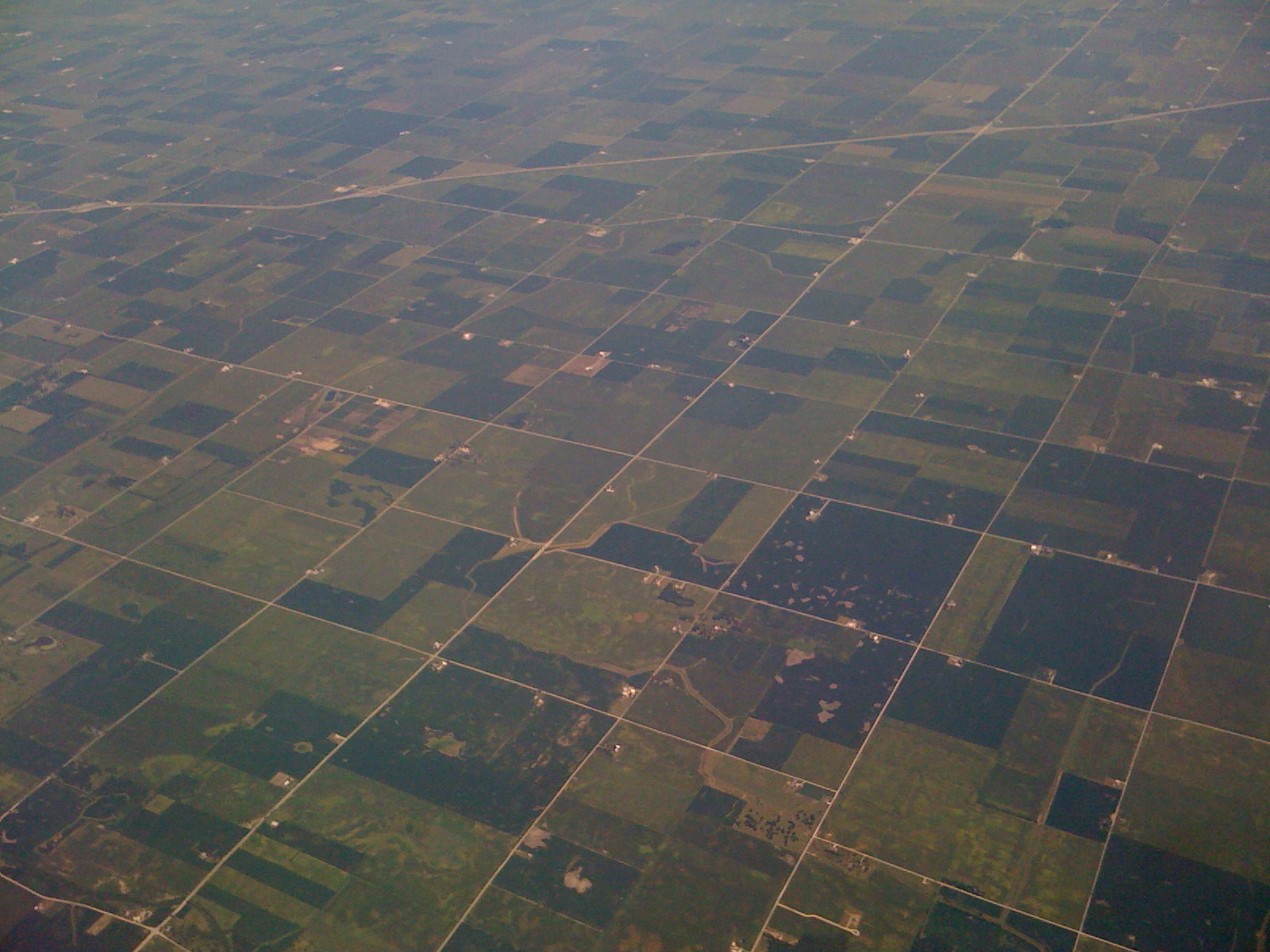
Un exemple du quadrillage utilisé pour réaliser le cadastre aux États-Unis : les sections d'un mile de côté sont bien visibles sur cette portion de l'Indiana (à la limite entre les comtés de Benton et de White).

Le Public Land Survey System (PLSS, traduisible littéralement par « système d'arpentage des terres publiques ») est une méthode de division du foncier de façon géométrique, utilisée sur les trois-quarts du territoire des États-Unis. La méthode équivalente au Canada s'appelle le Canada Lands Survey System (ou Dominion Land Survey).
Il s'agit d'un découpage suivant un quadrillage régulier, dessinant des carrés, prenant tous comme référence des parallèles à l'équateur et des méridiens. Chaque État peut avoir son propre méridien de référence. La première partie à avoir été ainsi découpée le fut dans le territoire du Nord-Ouest dès 1785, puis le découpage fut étendu de l'est vers l'ouest.

## Méthode utilisée

Trois échelles de repères : celle des townships, celle des sections et celle des lots.

Le Land Public Survey System est une des méthodes utilisées aux États-Unis pour subdiviser le territoire et définir les limites des propriétés foncières.

### Townshipset sections
La majorité du territoire des États-Unis est découpé en carrés appelés townships. Ces derniers sont en général des carrés de six miles de côté (c'est-à-dire 9,656 kilomètres de côté), soit une surface de 93,24 km2, surnommés Survey township. Quelques townships font cinq (surnommés alors Congressional township), 36 ou 54 miles de côté (soit respectivement 8,046, 57,936 ou 86,904 km de côté), soit une surface de 64,74, 3356,58 ou 7 552,31 km2. Les townships sont indiqués sur les cartes topographiques au 1/24000 de l'USGS.
Chaque township est subdivisé en 36 sections (en) ; dans le cas d'un township de six miles de côté, chaque section fait donc un mile carré (2,59 km2), ce qui correspond à 640 acres (260 hectares). Chaque section peut être subdivisée en lots plus petits (aliquot part) : une moitié (half) soit 320 acres (130 hectares), un quart (quarter section) c'est-à-dire 160 acres (65 hectares) et un seizième (quarter-quarter section) qui fait 40 acres (16 hectares).
| 6  | 5  | 4  | 3  | 2  | 1  |
| 7  | 8  | 9  | 10 | 11 | 12 |
| 18 | 17 | 16 | 15 | 14 | 13 |
| 19 | 20 | 21 | 22 | 23 | 24 |
| 30 | 29 | 28 | 27 | 26 | 25 |
| 31 | 32 | 33 | 34 | 35 | 36 |

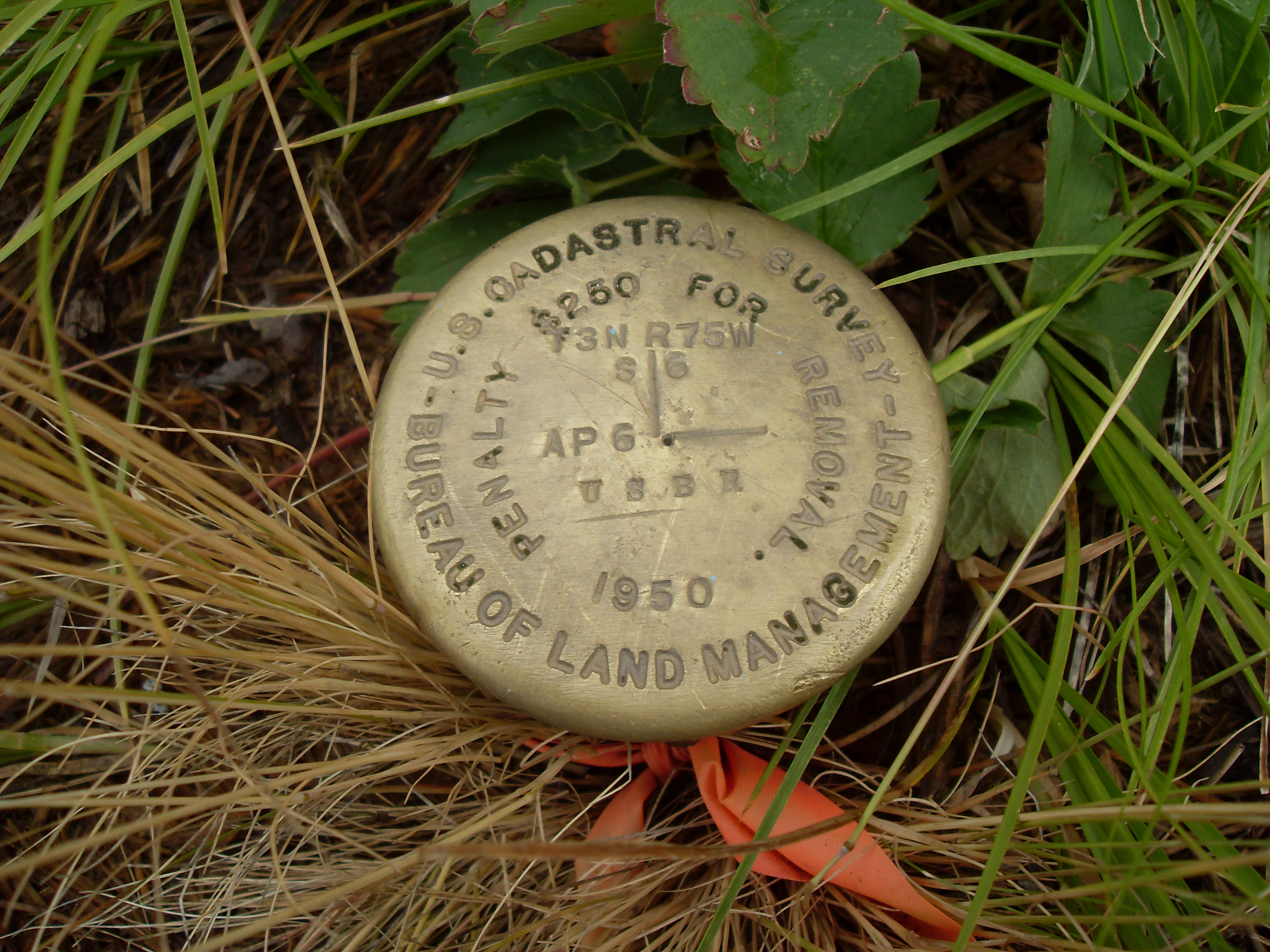
Borne géodésique dans le Colorado, marquant l'angle de la section 6 du 3e township au nord et de la 75e rangée à l'ouest (T3N R75W s6). Dessus : « Penalty $250 for removal ».
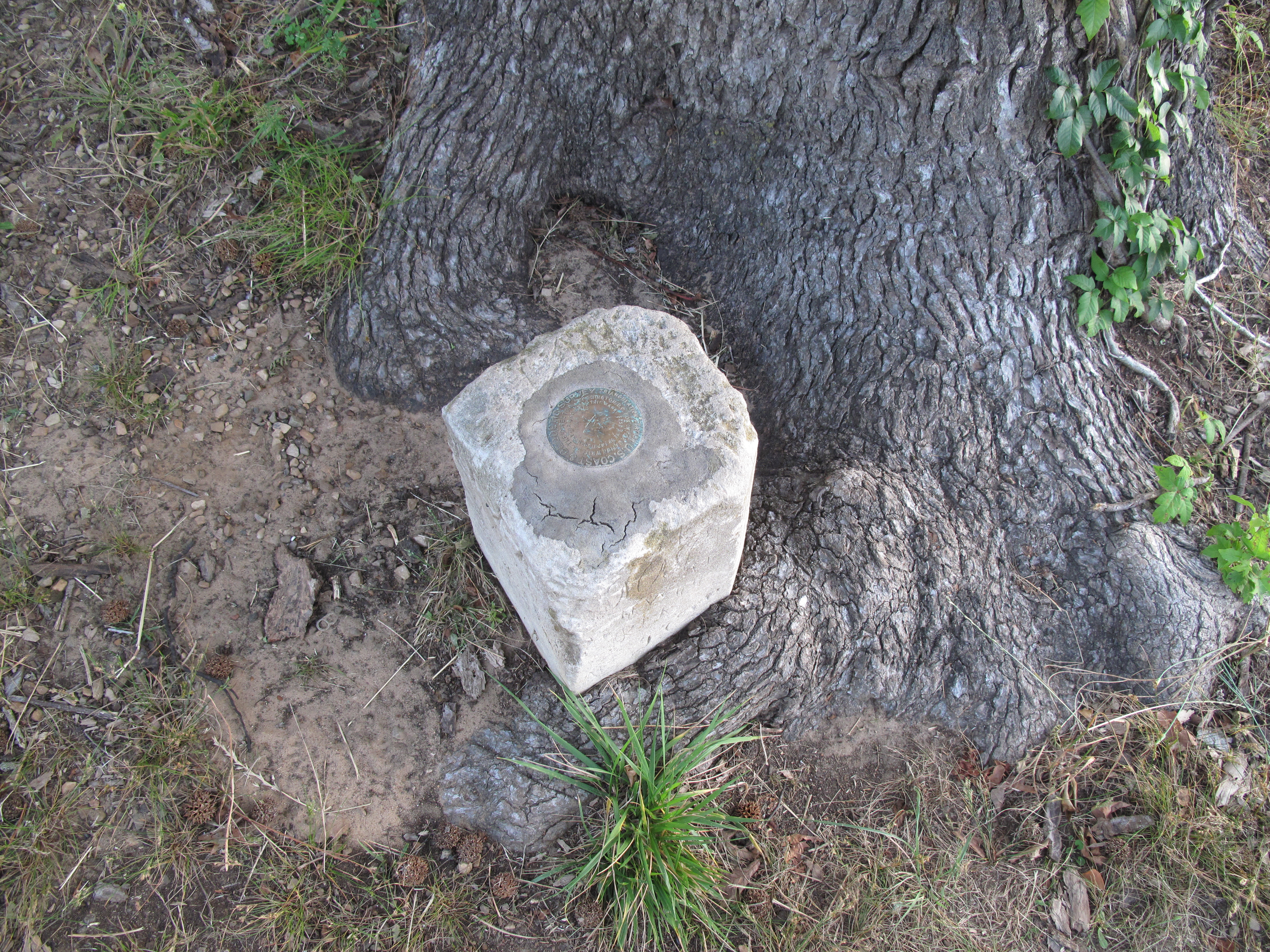
Borne frontière entre l'Arkansas, la Louisiane et le Texas. Le découpage rectangulaire du territoire doit tenir compte des limites entre les États et des propriétés antérieures.

### Liste de méridiens
Étant donné les vastes dimensions du territoire des États-Unis, les arpenteurs ne pouvaient pas utiliser un seul méridien de référence (en anglais principal meridian) : 37 furent donc choisis, chacun portant un surnom (un numéro, le nom de l'État, d'une ville, d'une montagne ou d'un géographe). De même, plusieurs parallèles à l'équateur furent sélectionnés, surnommés base line. Dans chaque État concerné par le PLSS, un de ces méridiens et un de ces parallèles servent à dénommer les différents townships.
Pour décrire une section, il faut donc donner son État, son méridien de référence, son numéro vers le nord ou le sud, son rang vers l'est ou l'ouest et son numéro de section. Par exemple : Nebraska, Sixth Principal Meridian T7N, R2W, sec5 (c'est-à-dire dans le Nebraska, par rapport au 6e méridien, le 7e township au nord, 2e rang à l'ouest et la 5e section).

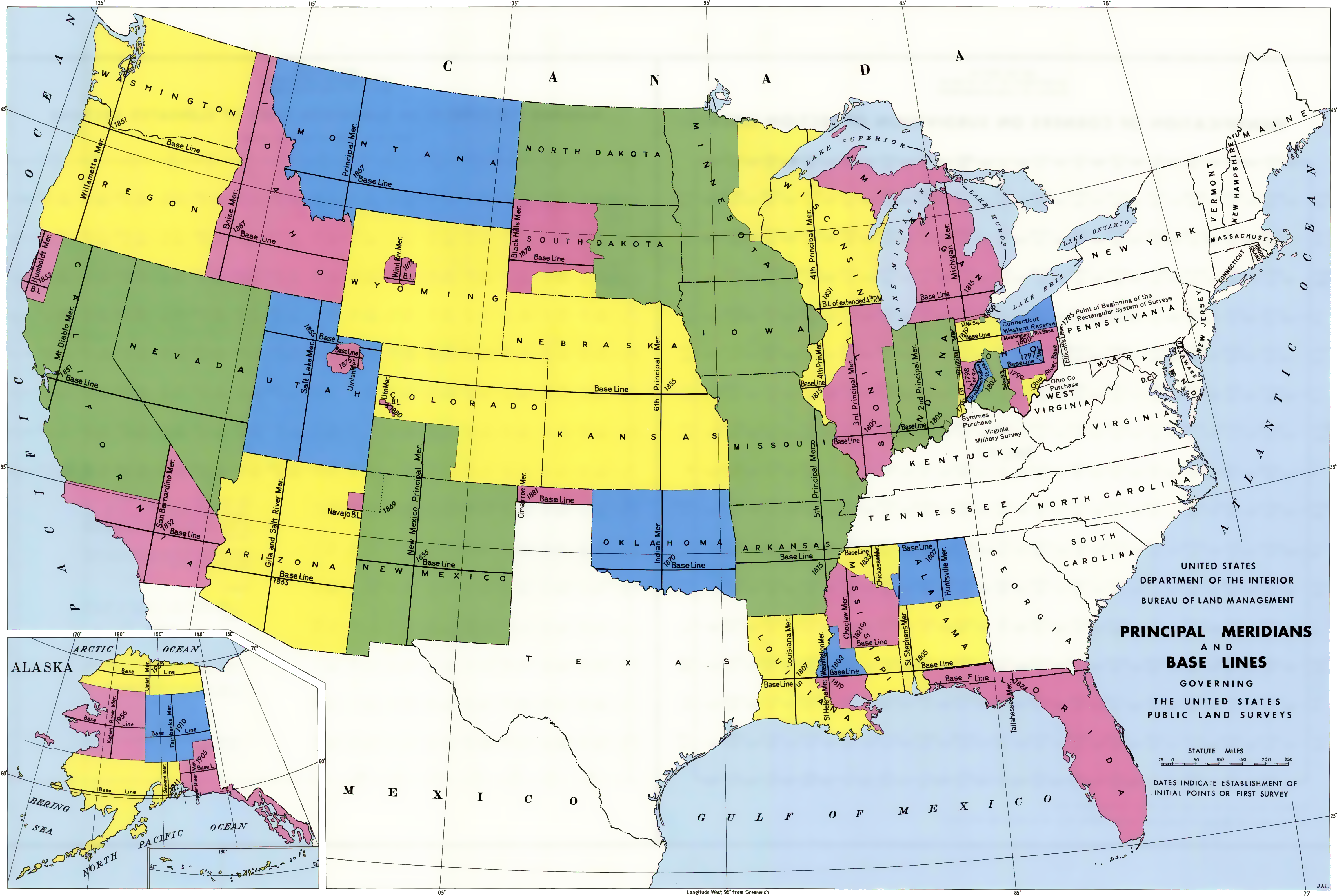
Carte montrant les différents méridiens et parallèles choisis pour le découpage de la majorité du territoire.

| Méridiens               | Longitudes         | parallèles associés                          | Dates d'adoption | États concernés                                                             |
| ----------------------- | ------------------ | -------------------------------------------- | ---------------- | --------------------------------------------------------------------------- |
| Washington              | 91° 09′ 36″ O      | 30° 59′ 56″ N                                | 1803             | sud-ouest du Mississippi                                                    |
| 2e méridien             | 86° 27′ 21″ O      | 38° 28′ 14″ N                                | 1805             | Indiana et est de l'Illinois                                                |
| 3e méridien             | 89° 08′ 54″ O      | 38° 28′ 27″ N (Centralia)                    | 1805             | Illinois                                                                    |
| St. Stephens            | 88° 01′ 20″ O      | 30° 59′ 51″ N                                | 1805             | sud de l'Alabama et du Mississippi                                          |
| Huntsville              | 86° 34′ 16″ O      | 34° 59′ 27″ N                                | 1807             | nord de l'Alabama                                                           |
| Louisiana               | 92° 24′ 55″ O      | 31° 00′ 31″ N                                | 1807             | Louisiane                                                                   |
| 4e méridien             | 90° 27′ 11″ O      | 40° 00′ 50″ N (Beardstown)                   | 1815             | Illinois                                                                    |
| Michigan                | 84° 21′ 53″ O      | 42° 25′ 28″ N                                | 1815             | Michigan                                                                    |
| 5e méridien             | 91° 03′ 07″ O      | 34° 38′ 45″ N                                | 1815             | Arkansas, Iowa, Minnesota, Missouri, Dakota du Nord et est du Dakota du Sud |
| 1er méridien            | 84° 48′ 11″ O      | 40° 59′ 22″ N                                | 1819             | ouest de l'Ohio                                                             |
| St. Helena              | 91° 09′ 36″ O      | 30° 59′ 56″ N                                | 1819             | nord-est de la Louisiane                                                    |
| Choctaw                 | 90° 14′ 41″ O      | 31° 52′ 32″ N                                | 1821             | centre du Mississippi                                                       |
| Tallahassee             | 84° 16′ 38″ O      | 30° 26′ 03″ N                                | 1824             | Floride et sud de l'Alabama                                                 |
| 4e méridien (extension) | 90° 25′ 37″ O      | 42° 30′ 27″ N (frontière Illinois–Wisconsin) | 1831             | Wisconsin et nord-est du Minnesota                                          |
| Chickasaw               | 89° 14′ 47″ O      | 35° 01′ 58″ N                                | 1833             | nord du Mississippi                                                         |
| Mount Diablo            | 121° 54′ 47″ O     | 37° 52′ 54″ N                                | 1851             | nord de la Californie et Nevada                                             |
| Willamette              | 122° 44′ 34″ O     | 45° 31′ 11″ N                                | 1851             | Oregon et Washington                                                        |
| San Bernardino          | 116° 55′ 48″ O     | 34° 07′ 13″ N                                | 1852             | sud de la Californie                                                        |
| Humboldt                | 124° 07′ 10″ O     | 40° 25′ 02″ N                                | 1853             | nord-ouest de la Californie                                                 |
| 6e méridien             | 97° 22′ 08″ O      | 40° 00′ 07″ N                                | 1855             | Colorado, Kansas, Nebraska, sud du Dakota du Sud et Wyoming                 |
| New Mexico              | 106° 53′ 12″ O     | 34° 15′ 35″ N                                | 1855             | Nouveau-Mexique et sud-ouest du Colorado                                    |
| Salt Lake               | 111° 53′ 27″ O     | 40° 46′ 11″ N                                | 1855             | Utah                                                                        |
| Gila and Salt River     | 112° 18′ 19″ O     | 33° 22′ 38″ N                                | 1865             | Arizona                                                                     |
| Boise                   | 116° 23′ 35″ O     | 43° 22′ 21″ N                                | 1867             | Idaho                                                                       |
| Montana                 | 111° 39′ 33″ O     | 45° 47′ 13″ N                                | 1867             | Montana                                                                     |
| Navajo                  | 108° 31′ 59″ O     | 35° 44′ 56″ N                                | 1869             | nord-est de l'Arizona et nord-ouest du Nouveau-Mexique                      |
| Indian                  | 97° 14′ 49″ O      | 34° 29′ 32″ N                                | 1870             | Oklahoma                                                                    |
| Uintah                  | 109° 56′ 06″ O     | 40° 25′ 59″ N                                | 1875             | nord-est de l'Utah                                                          |
| Wind River              | 108° 48′ 49″ O     | 43° 00′ 41″ N                                | 1875             | centre du Wyoming                                                           |
| Black Hills             | 104° 03′ 16″ O     | 43° 59′ 44″ N                                | 1878             | ouest du Dakota du Sud                                                      |
| Ute                     | 108° 31′ 59″ O     | 39° 06′ 23″ N                                | 1880             | ouest du Colorado                                                           |
| Cimarron                | 103° 00′ 07″ O     | 36° 30′ 05″ N                                | 1881             | ouest de l'Oklahoma                                                         |
| Copper River            | 145° 18′ 37″ O     | 61° 49′ 04″ N                                | 1905             | sud-est de l'Alaska                                                         |
| Fairbanks               | 147° 38′ 25,949″ O | 64° 51′ 50,048″ N                            | 1910             | centre-est de l'Alaska                                                      |
| Seward                  | 149° 21′ 26″ O     | 60° 07′ 37″ N                                | 1911             | sud-ouest de l'Alaska                                                       |
| Kateel River            | 158° 45′ 31,014″ O | 65° 26′ 16,374″ N                            | 1956             | centre-ouest de l'Alaska                                                    |
| Umiat                   | 152° 00′ 04,551″ O | 69° 23′ 29,654″ N                            | 1956             | nord de l'Alaska                                                            |

## Histoire
Le PLSS est un système de lotissement rectangulaire qui a été appliqué aux États-Unis pour partager les terres du domaine public, c'est-à-dire les terrains appartenant au gouvernement fédéral. Ce système, défini par la Land Ordinance du 20 mai 1785, a été progressivement appliqué à partir de 1786 en suivant le rythme de la conquête de l'Ouest : au début très lente, elle s'accéléra au XIXe siècle.
En deux siècles, environ 1,5 milliard d'acres du domaine public furent lotis ; les opérations d'arpentage se poursuivent actuellement, surtout en Alaska. Les États de la côte Est, le Texas et Hawaï (qui ont leur propre système) ne sont pas concernés, tout comme les propriétés privées datant des dominations française, espagnole ou mexicaine, ainsi que les cours d'eau, les lacs, les terrains militaires et les parcs nationaux.

### Création du domaine public
En conséquence de la Déclaration d'indépendance des États-Unis en 1776, les terres appartenant à la Couronne britannique (les « terres de la Couronne ») ainsi que celles des Américains loyalistes furent confisquées par chacun des treize nouveaux États. Cette propriété publique pris le nom de Public Land (« domaine public ») par imitation de Ager publicus des Romains. Par le traité de Paris de 1783, mettant fin à la guerre d'indépendance, la toute nouvelle république des États-Unis obtient des Britanniques tous les territoires se trouvant entre les Grands Lacs au nord, le Mississippi à l'ouest et le 31e parallèle au sud (la Floride est alors une colonie espagnole). Comme chacun des treize États cédèrent à la confédération leurs droits sur ces territoires, le Congrès dû décide que faire de ces terres.
Deux points de vue s'opposaient : d'une part les « démocrates », surtout issus de Nouvelle-Angleterre et menés par John Adams et Thomas Jefferson, qui voulaient vendre de petites parcelles directement aux colons, en suivant un découpage rectangulaire égalitaire ; d'autre part les « conservateurs », plusieurs venant du Vieux Sud, représentés par Alexander Hamilton et John Jay, qui trouvaient plus efficace de vendre les terres à des compagnies qui se chargeraient du lotissement. Après débats, la Land Ordinance de mai 1785 ordonna le lotissement géométrique et la vente d'une partie de ces terres, pour payer ses dettes de guerre : l'installation de colons à l'ouest des Appalaches, théoriquement interdite par la Proclamation royale de 1763, est de nouveau autorisée.
Mais cette zone était le territoire de plusieurs peuples amérindiens, ce qui freina l'installation des colons : l'intervention de l'Armée américaine déclencha la Guerre amérindienne du Nord-Ouest (de 1785 à 1795). Finalement, les Amérindiens reconnurent la souveraineté des États-Unis sur la partie orientale de ces territoires par le traité de Greenville en 1795.

### Lotissement desSeven Ranges

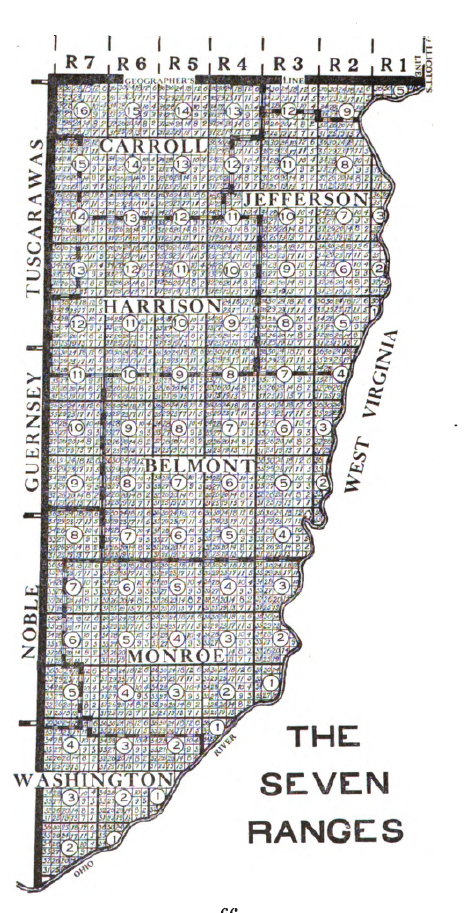
Les Seven Ranges, premiers terrains à avoir été lotis géométriquement sur ordre du Congrès.

Le premier partage géométrique du domaine public se fit en commençant par une zone sur la rive droite de l'Ohio (la rive occidentale), à la frontière entre les actuels États de l'Ohio, de la Pennsylvanie et de la Virginie-Occidentale. En septembre 1785, le croisement entre la frontière de la Pennsylvanie et la rivière Ohio a été pris comme le point de départ du quadrillage (Beginning Point of the PLSS) : il se trouve à East Liverpool (dans l'Ohio, à l'ouest de Pittsburgh). De là, un parallèle à l'équateur sert de ligne de base vers l'ouest (cette ligne est surnommée la Geographer's Line). Il a été tracé d'août à octobre 1786 par une équipe d'arpenteurs dirigés par le géographe Thomas Hutchins, sous la protection de détachements de l'Armée (les opérations d'arpentage avaient été suspendues l'année précédente à cause des Amérindiens). Huit lignes nord-sud furent ensuite tracées par triangulation jusqu'à juin 1787 à six miles les unes des autres, ce qui donna sept rangées d'où le nom de Seven Ranges pour toute la zone. Les coins de chaque carré (appelé township) furent approximativement marqués par des poteaux en bois ou par des arbres (corner monumentation), mais un coin n'était pas toujours commun aux quatre carrés limitrophes, chaque arpenteur plaçant le sien à sa façon. Les sections à l'intérieur des carrés ne furent pas délimitées.
Une partie des terrains devait être réservée pour des vétérans de l'Armée continentale (démobilisée en 1784), en compensation de leur solde non-payée et en fonction de leur grade (les officiers recevaient plus de terres). Mais les lots furent vendus aux enchères à des particuliers, d'abord à New York (alors la capitale fédérale), puis les années suivantes à Philadelphie et à Pittsburgh. La première vente concerna les quatre premiers rangs, les 21 septembre et 9 octobre 1787, au prix d'un dollar l'acre : 72 974 acres furent vendus pour un total de 117 108 $ (l'arpentage avait coûté 14 876 $). Le premier titre de propriété fut remis le 4 mars 1788 à John Martin : la 20e section du 7e township de la 4e rangée, qu'il avait payé 640 $. Pour assurer le contrôle du territoire, des soldats s'installèrent dans deux avant-postes sur cette rive de l'Ohio, Fort Harmar en 1785 et Fort Steuben en 1786 : ces petits forts favorisèrent la création des deux premières agglomérations de ce territoire, respectivement Marietta (nommée en l'honneur de la reine Marie-Antoinette) et de Steubenville (du nom du général von Steuben). Des bureaux de vente pour les derniers terrains furent ouverts dans ces deux villes en 1801.

### Lotissement du reste de l'Ohio

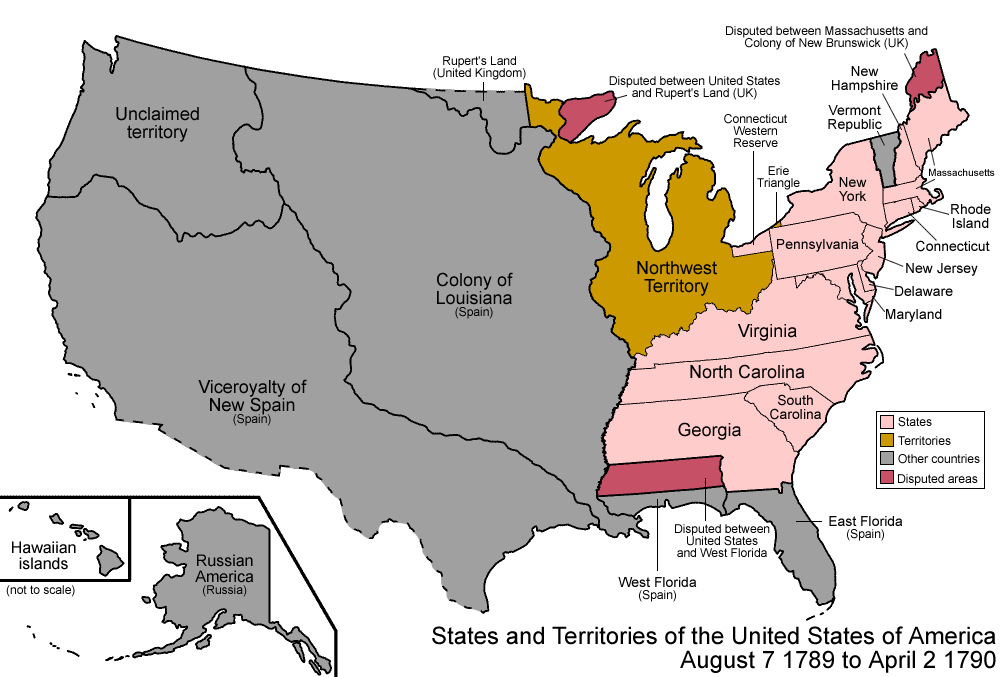
Le territoire des États-Unis en 1789 : les treize États sont en rose, le Territoire du Nord-Ouest en orange, tandis que les terres en gris ne leur appartiennent pas encore.

Le lotissement des terrains au nord-ouest de la rivière Ohio se poursuivit progressivement, au fur et à mesure de la prise de contrôle officielle des terres (par des traités avec les nations amérindiennes). En 1787, l'Ohio Company of Associates acheta au gouvernement fédéral un million d'acres de terres au sud-ouest des Seven Ranges, en aval de la rivière Ohio. Les terrains (l'Ohio Co Purchase) furent lotis puis vendus à des colons à partir de 1788 en reprenant le système du Land Ordinance de 1785, c'est-à-dire des carrés de six miles de côté subdivisés en 36 sections.
Après le traité de Greenville d'août 1795, le Congrès ordonna le 1er juin 1796 la fondation sur les nouvelles terres gagnées sur les Amérindiens à l'ouest des Seven Ranges de l'United States Military District, s'étendant sur 2,5 millions d'acres, encore une fois théoriquement destiné aux vétérans (qui revendaient souvent à des spéculateurs), ainsi qu'à des Indiens convertis par les frères moraves (menés par David Zeisberger) formant trois missions de 4 000 acres chacune. La division des parcelles se fit de 1797 à 1799, selon un quadrillage régulier formant des carrés, mais de cinq miles de côté. En 1801 et 1812, de nouvelles parcelles formant une petite zone un peu plus au sud furent offertes à des réfugiés canadiens qui avaient soutenu les Insurgés lors des guerres contre les Britanniques : cette bande de terre fut appelée le Refugee Tract,.

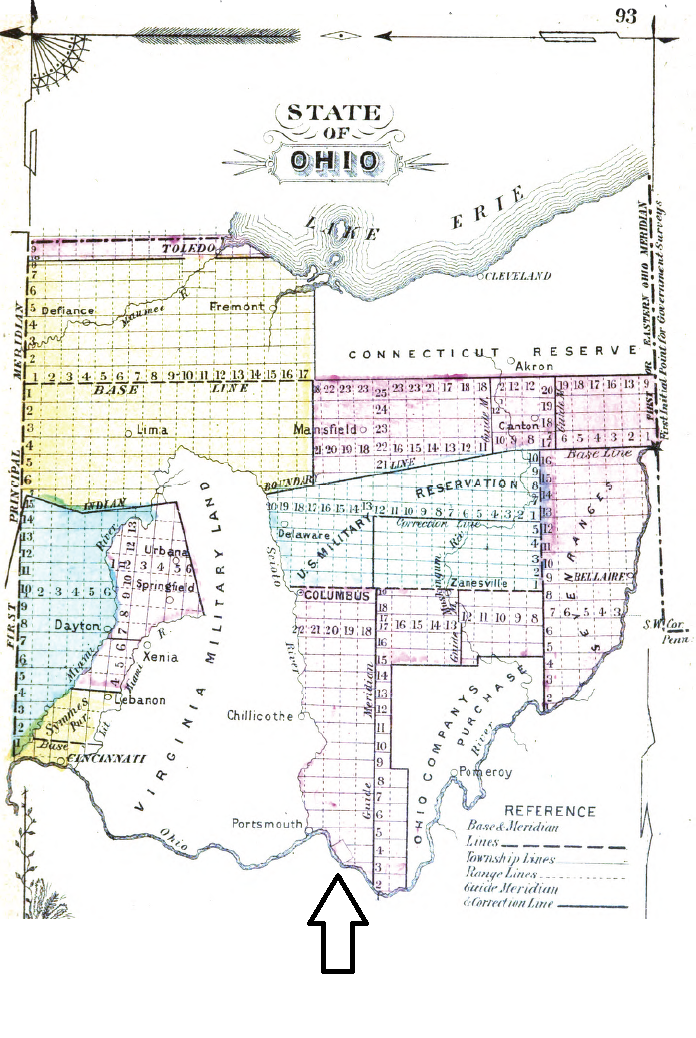
Le lotissement des terres au nord-ouest de la rivière Ohio fut progressif : chaque zone a donc son propre découpage rectangulaire.

D'autres terrains furent lotis pour d'anciens militaires encore plus au sud, en aval de l'Ohio Co Purchase : en 1784, le Congrès avait garanti à l'État de Virginie les terres comprises entre la Scioto et la Little Miami (deux affluents de l'Ohio), pour les offrir comme compensation aux vétérans virginiens (notamment des miliciens de George Rogers Clark, à raison de 100 acres par soldat ayant trois ans de service, allant jusqu'à 15 000 acres pour un major général). Cette zone, colonisée à partir de 1796, fut appelée le Virginia Military District.
Plus au nord, les terrains entre le lac Érié et le 41e parallèle étaient réclamés par l'État du Connecticut, sous le nom de New Connecticut, puis de Connecticut Western Reserve. En 1792, 500 000 acres de terres dans la partie occidentale furent promises aux victimes des raids britanniques de 1779 à 1781 contre les ports du Connecticut (tel que New Haven, Fairfield ou New London), d'où le surnom de Firelands pour cette zone. En 1796, la Connecticut Land Company acheta le reste des terres de la Western Reserve (soit trois millions d'acres) et envoya l'ancien ingénieur militaire Moses Cleaveland en faire le relevé et le lotissement (selon un schéma régulier, formant des carrés de cinq miles de côté) : il y fonda au passage l'agglomération de Cleveland. En 1800, le Connecticut abandonna ses prétentions sur ce territoire ; la moitié occidentale ne fut lotie qu'après le traité de Fort Industry en 1805.
Le reste du territoire de l'actuel État de l'Ohio fut loti par le Surveyor General of the Northwest Territory sous forme de carrés de six miles et vendus sur ordre du Congrès, d'où le nom de Congress Lands donné à ces terres, dès 1796 pour les parcelles à l'est (entre les Seven Ranges et la Connecticut Western Reserve), jusqu'en 1821 pour celles les plus au nord-ouest. En 1803, l'Ohio devint le 17e État membre des États-Unis, avec un territoire loti en 19 étapes, chacun avec des caractéristiques différentes.

### Rive gauche du Mississippi

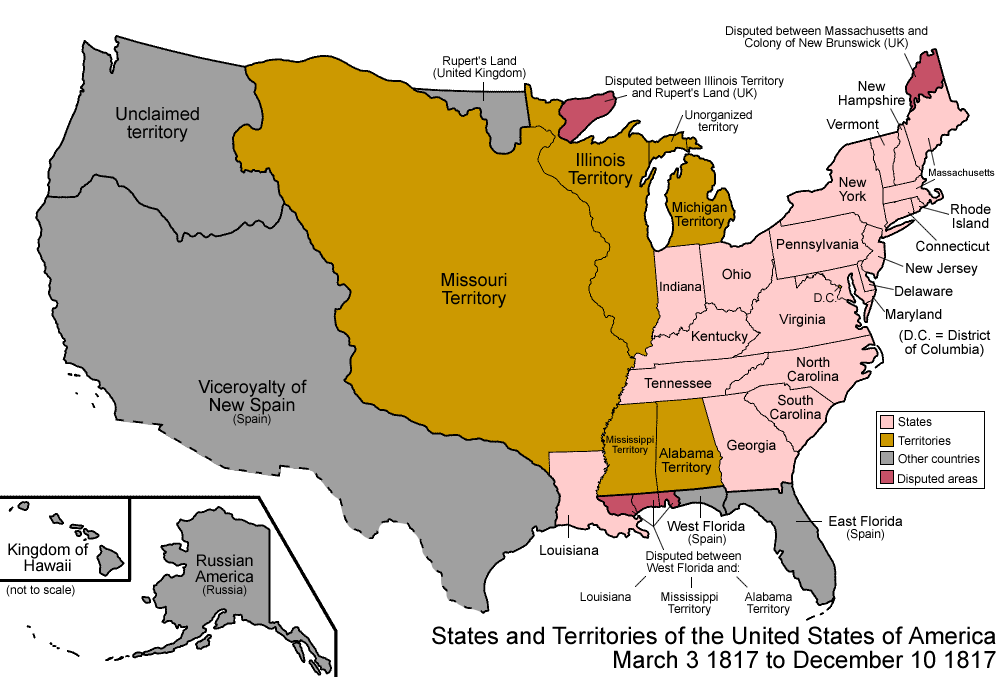
Le territoire des États-Unis en 1817 : intégration progressive des territoires acquis entre les Appalaches et le Mississippi. Le territoire du Missouri est composé des terres achetés aux Français en 1803.

Les vastes terrains de l'Ouest acquis par les États-Unis furent d'abord organisés en plusieurs territoires, avant d'obtenir le statut d'État membre.
Les terrains du Territoire de l'Indiana (d'abord promis aux Amérindiens, d'où son nom, il se trouvait à l'ouest du méridien commençant à l'embouchure de la Great Miami 84° 48' 50" ouest), soit les actuels États de l'Indiana, du Michigan, de l'Illinois et du Wisconsin, furent eux aussi lotis selon la méthode du PLSS, c'est-à-dire des carrés de six miles de côté. Les opérations furent plus amples que dans l'Ohio, prenant à chaque fois un méridien différent comme référence : le Second Principal Meridian pour l'Indiana (adopté en 1805, avec comme point initial 38° 28′ 14″ N, 86° 27′ 21″ O), le Third Principal Meridian (1805 ; 38° 28′ 27″ N, 89° 08′ 54″ O) pour la majorité de l'Illinois, le Fourth principal meridian pour l'ouest de l'Illinois et le Wisconsin (1815 ; confluence de l'Illinois dans le Mississippi à 40° 00′ 50″ N, 90° 27′ 11″ O), ainsi que le Michigan Meridian (adopté en 1815 ; point initial : 42° 25′ 28″ N, 84° 21′ 53″ O). La vente de ces lots par le General Land Office (créé en avril 1812) fut favorisée par le Land Act of 1804 (en) (qui fixe le prix minimum à deux dollars l'acre, de nouveau abaissé à 1,25 $ en 1820). En 1812, dans le contexte du début de la guerre anglo-américaine de 1812-1815, de nouvelles terres furent promises aux hommes volontaires pour le service militaire,. Les lots de 160 acres furent distribués par loterie entre 1817 et 1819 ; comme ils se trouvent dans les actuels États de l'Illinois et du Michigan, ils furent le plus souvent immédiatement revendus par les anciens combattants.

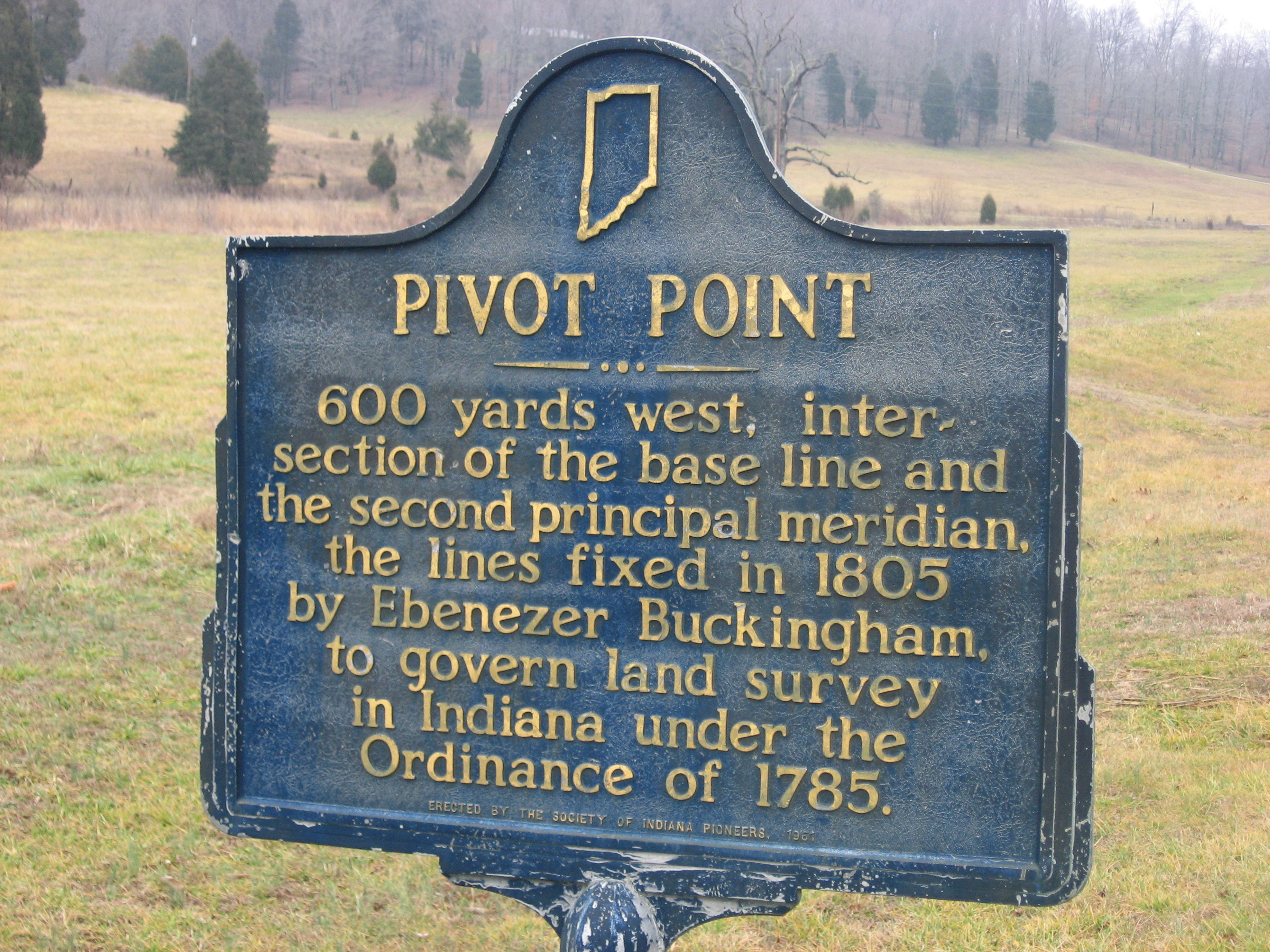
Panneau à l'intersection entre le Second Principal Meridian et l'Indiana base line.

Au sud de la rivière Ohio, tous les territoires se trouvant entre le fleuve Mississippi et les Appalaches furent donnés par les États membres à la Confédération après la guerre d'indépendance. Par l'Indian Removal Act de 1830, la déportation des Amérindiens se trouvant à l'est du fleuve fut ordonnée, avec application de 1831 à 1842 : ils furent envoyés dans le Territoire indien, soit la partie orientale de l'actuel Oklahoma, en utilisant les chemins appelés « Piste des Larmes ». Les comtés à l'ouest des Appalaches cédés par la Virginie devinrent en 1792 le Kentucky (le quinzième État), ceux par la Caroline du Nord formèrent en 1796 le Tennessee (le seizième État). Les colons y arrivèrent bien avant les arpenteurs, s'installèrent sans titre de propriété (squatters) ou avec des documents aux limites assez vagues, ce qui empêcha une division géométrique systématique. Ces revendications privées (claim) furent reconnues ultérieurement, ne laissant que très peu de terres sous le statut de domaine public : au Kentucky, seule la zone de la Jackson Purchase (à l'ouest du Tennessee) a été divisée en townships ; au Tennessee, treize districts sont concernés par le Tennessee State Survey.
La partie occidentale de l'ancienne Géorgie formait un territoire à coloniser, limité au nord par le 35e parallèle et au sud par le 31e au-delà duquel se trouvait la Floride occidentale espagnole (l'Ellicott's Stone de 1799 marque l'emplacement de la frontière sur la rive droite du fleuve Mobile). La levée du cadastre dû tenir compte des colons déjà installés. Ce territoire, après annexion de la partie espagnole, fut subdivisé entre l'État du Mississippi fondé en 1817 et celui de l'Alabama en 1819.
Enfin pour la Floride, qui passe de la souveraineté espagnole à celle des États-Unis en 1821 (après la ratification du traité d'Adams-Onís de 1819), le cadastrage rectangulaire du PLSS fut établi à partir de 1824 en prenant comme référence le Tallahassee meridian (Tallahassee est la capitale de l'État), qui coupe sa Base Line au point 30° 26′ 03″ N, 84° 16′ 38″ O. L'arpentage fut freiné par les guerres séminoles jusqu'aux années 1850, surtout dans la partie centrale et les Everglades.

### Conquête de l'Ouest

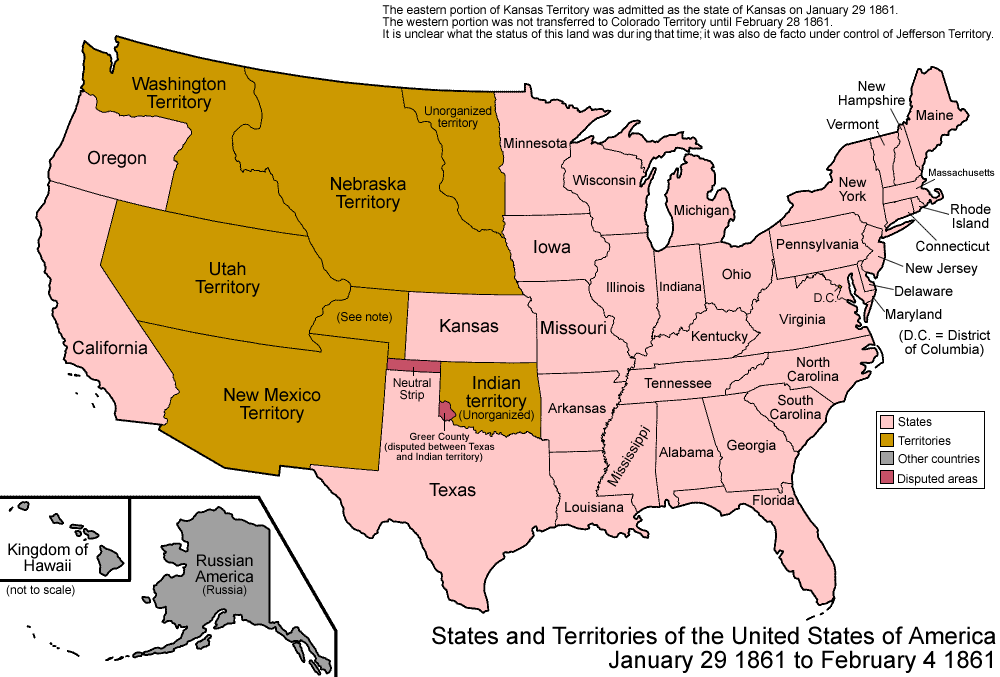
Les États-Unis en 1861, juste avant la guerre de Sécession : les opérations d'arpentage des Grandes Plaines et des montagnes Rocheuses sont en cours.

La vente de lots du domaine public rapporta rien que pendant l'année 1836 un peu plus de 25 millions de dollars. La conquête de l'Ouest s'accélère au milieu du XIXe siècle, mais la vente des terres cessa d'être une ressource majeure pour le gouvernement fédéral au milieu du siècle (l'or vient d'être découvert en Californie en 1848), symbolisée par le passage du General Land Office (GLO) du Trésor au nouveau département de l'Intérieur en 1849. Le PLSS fut utilisé pour lotir presque tous les terrains à l'Ouest du Mississippi, à l'exclusion du Texas (annexé en 1845), de Hawaï (annexé en 1898) et de quelques autres petits territoires dans d'autres États.
La Louisiane fut subdivisée en utilisant essentiellement le PLSS, mais sur les rives du fleuve et dans le delta c'est le système hérité de la colonisation française qui a été conservé : les parcelles sont découpées perpendiculairement aux cours d'eau, en utilisant l'arpent comme unité de mesure (il correspond à un longueur de 58,471 3 mètres, soit pour un arpent carré l'équivalent de 0,846 28 acre). La parcelle courante (appelée arpent sections, ou French arpent land), considérée comme équivalent à une sections du PLSS, peut faire deux à quatre arpents de large pour 40 à 60 de profondeur. Par l'acte du 2 mars 1849, le Congrès transmit à l'État de Louisiane la propriété des marais non lotis et invendus (Swamp Lands Act), mesure étendue aux autres États les années suivantes (notamment en Floride).
Après la guerre américano-mexicaine (de 1846 à 1848), la Californie devient le 31e État en 1850. En mars 1851, l'arpenteur Samuel D. King est nommé Surveyor General of California. Partant de Washington, il passe par l'isthme de Panama pour arriver à San Francisco en juin 1851, où il établit son bureau. Le 17 juillet 1851, il gravit le mont Diablo et creuse un trou au sommet pour marquer le point de référence d'où part le Mount Diablo Meridian, puis commence à placer les marques aux coins des townships limitrophes. Il fallut là aussi tenir compte des revendications de propriétés antérieures, une trentaine remontant à la période espagnole (1784 à 1821) auxquels se rajoutent les 555 Ranchos de la période mexicaine. Les mêmes méridien et parallèle sont utilisés pour le Nevada.
À l'extrémité nord-ouest, la frontière avec le Canada est fixée en 1846 sur le 49e parallèle, du Pacifique jusqu'au lac des Bois, par le traité de l'Oregon (complétant la Convention de 1818). Le territoire de l'Oregon (créé en 1848) a la particularité d'être le premier loti en utilisant le système géodésique (prenant en compte l'altitude), à partir de 1851. De plus, de 1850 jusqu'à 1912 ce fut le méridien de Washington (77° 03' 02.3" O) qui servit de référence et non celui de Greenwich. Enfin, le territoire de l'Oregon fut en partie offert sous la forme des Donation Land Claims (de 1850 à 1854), à raison de 320 acres pour un célibataire ou de 640 pour un couple.

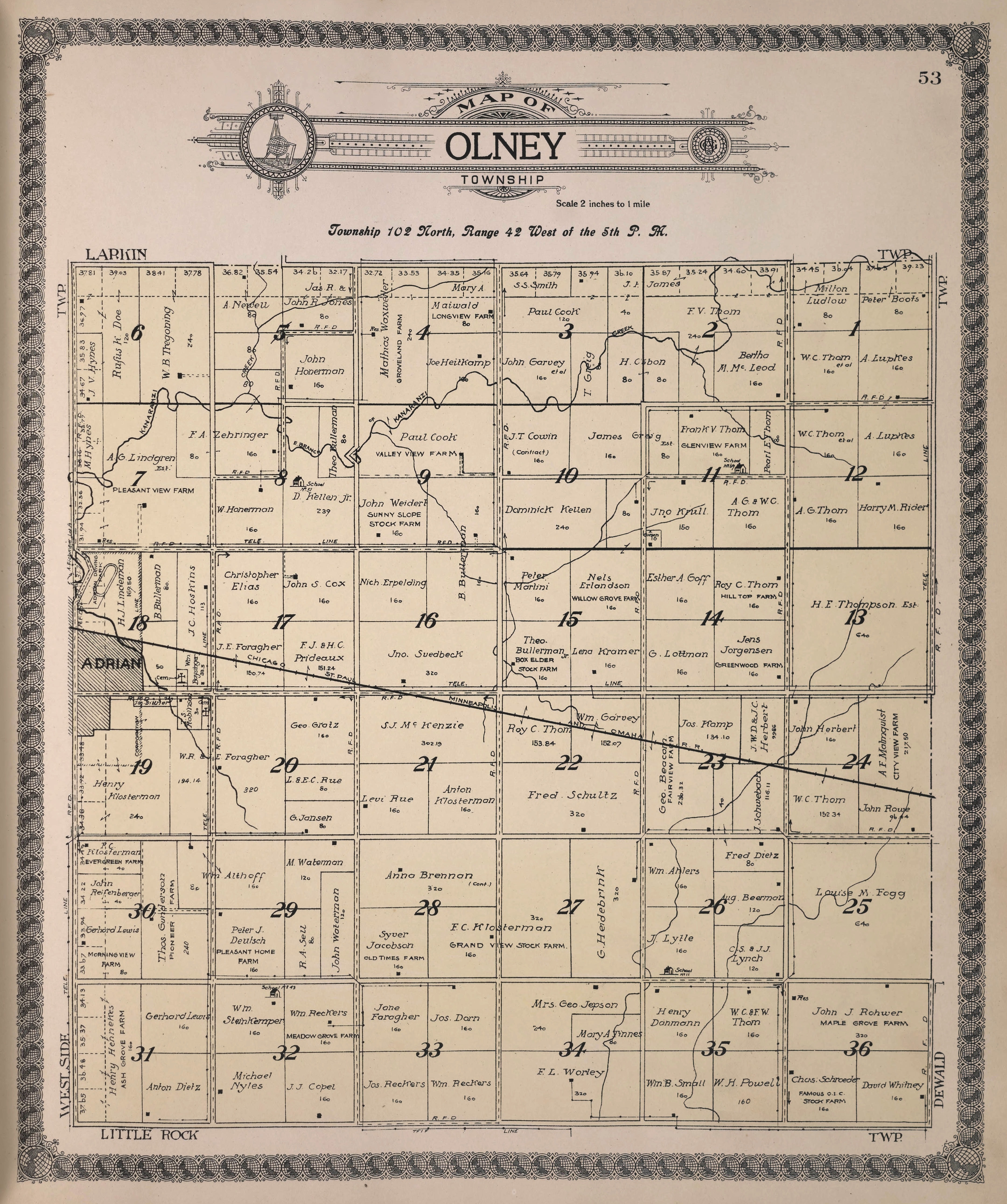
Carte du townships d'Olney (T102N R42W), dans le sud-ouest du Minnesota, en 1914.

En 1862, le président Abraham Lincoln signe l'Homestead Act (voté en 1860, mais la guerre de Sécession a freiné son entrée en application), qui promet aux colons un acte de propriété sur une parcelle de 160 acres (soit 65 hectares) s'ils prouvent cinq ans d'occupation. La priorité du gouvernement n'est plus de vendre, mais d'accélérer la mise en valeur de l'Ouest. S'y rajoute l'application très partielle de la promesse d'offrir 40 acres et une mule (soit 16 hectares) aux Afro-Américains affranchis après la guerre, qui concerna entre autres le Mississippi. En 1909, l'Enlarged Homestead Act fait passer la parcelle à 320 acres, puis en 1916 le National Stock-Raising Homestead Act fit de même jusqu'à 640 acres. Entre 1862 et 1934, c'est un total de 270 millions d'acres (soit environ un dixième du territoire des États-Unis) qui furent donnés aux 1,6 million d'homesteaders.
Dans les Grandes Plaines, le Territoire indien se réduisit progressivement par l'organisation sous forme de territoires de toute sa partie septentrionale, qui permit la création du Wisconsin, de l'Iowa, du Minnesota, du Kansas, du Nebraska, du Dakota, du Montana et du Wyoming. Ne resta aux cinq nations et aux Indiens des Plaines que l'actuel Oklahoma : comme dans les territoires voisins, les terres furent loties selon le PLSS et les titres de propriétés progressivement donnés aux Amérindiens en application de l'Homestead Act (complété par le Dawes Act en 1887 et par le Curtis Act en 1898), ce qui eut comme conséquence leur revente à des colons ou à des spéculateurs. Mais une vaste portion resta libre, surnommée Unassigned Lands d'environ 1,8 million d'acres. Après en avoir chassé la plupart des squatteurs, l'administration organisa l'Oklahoma Land Rush : 50 000 participants prirent le départ le 22 avril 1889, pour pouvoir choisir chacun un lot de 160 acres selon le principe du « premier arrivé, premier servi ». Cinq autres courses furent organisées jusqu'en 1895 sur les territoires indiens de l'Oklahoma.
En 1890, l'US Census annonça que la Frontière avait cessé d'exister. La vente de parcelles du domaine public se poursuivit pendant des décennies, des millions d'acres (le plus souvent arides ou montagneux, définis comme land nobody wanted) restant aux mains du Land Office (devenu Bureau of Land Management en 1946). De nombreuses autorisations de pâturage extensif, ainsi que de prospection et d'exploitation des hydrocarbures sont délivrées. Depuis la Federal Land Policy and Management Act de 1976, la vente du domaine public est interrompue (elle s'est poursuivie en Alaska pendant dix ans de plus). Les terres fédérales concernent encore actuellement un total de 700 millions d'acres, surtout à l'est du 100e méridien ouest, dans les montagnes Rocheuses : pour les records, il s'agit de 76 % de la surface du Nevada, 70 % de l'Utah et 60 % de l'Idaho. Certains mouvements veulent prendre possession de ces terres, ce qui a donné l'épisode la « rébellion du Sagebrush ».

Terrains appartenant encore à la fédération en 2005, dont la gestion est confiée à différentes agences gouvernementales :
BIA (réserves indiennes)
BLM (domaine public)
Bureau of Reclamation
DoD (bases militaires (incluant les projets du Corps du génie de l'armée des États-Unis)
Fish and Wildlife Service
Service des forêts des États-Unis
National Park Service
Tennessee Valley Authority
Autres agences

## Conséquences géographiques

Animation montrant la répartition de la population aux États-Unis, de 1790 à 2000. Le lotissement et la vente des terrains du domaine public sont une cause et une conséquence de la conquête de l'Ouest.

Les principaux avantages du Public Land Survey System sont d'abord de faciliter les opérations d'arpentage, ensuite de simplifier la description des parcelles en servant de référentiel.
Le réseau routier de l'Ouest américain suit sur de nombreuses portions les bordures des sections, selon le principe des Section line roads. Les agglomérations construites sur les anciennes terres fédérales se développent logiquement en calquant leur plan hippodamien sur le quadrillage du PLSS. 

Trois exemples d'urbanisme basé sur le PLSS
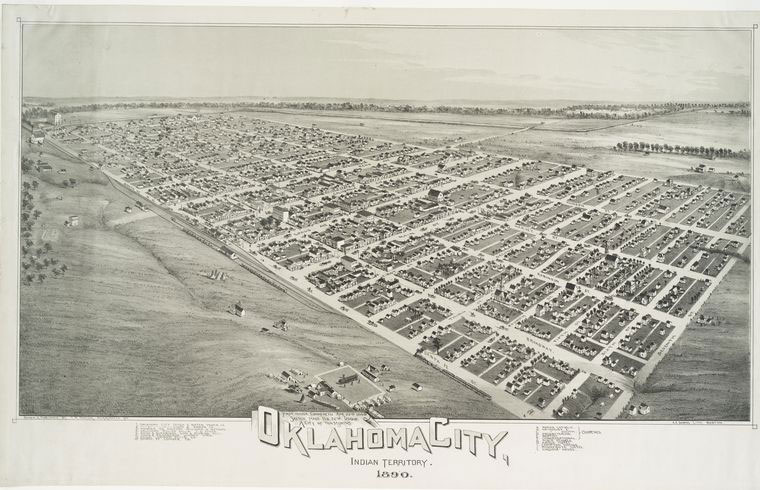
Plan d'Oklahoma City en 1890 : les rues forment un quadrillage parfait, basé sur le Public Land Survey System.
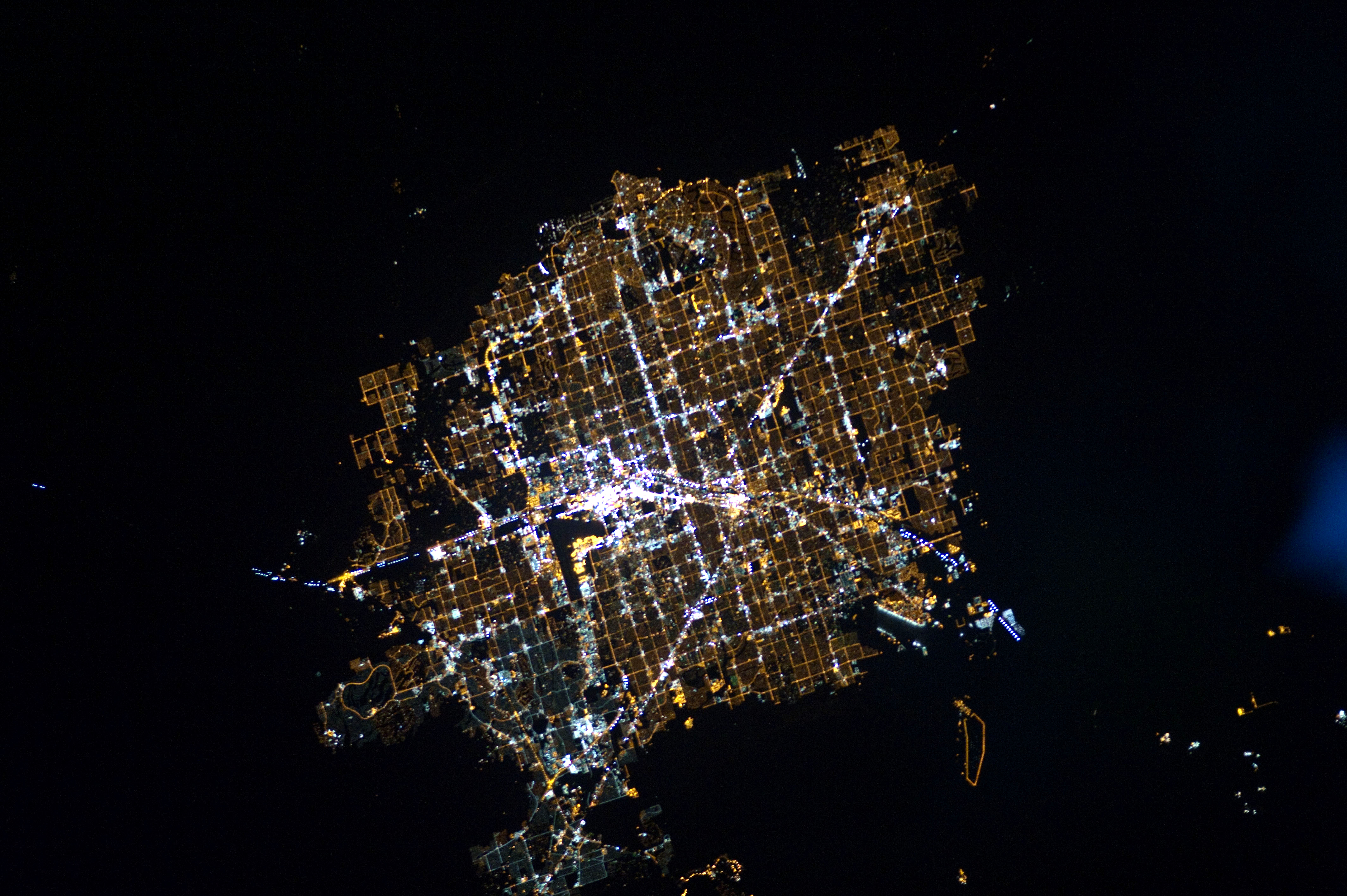
Las Vegas vue de l'ISS en novembre 2010 : au centre de l'agglomération, le Strip dessine une diagonale très lumineuse.
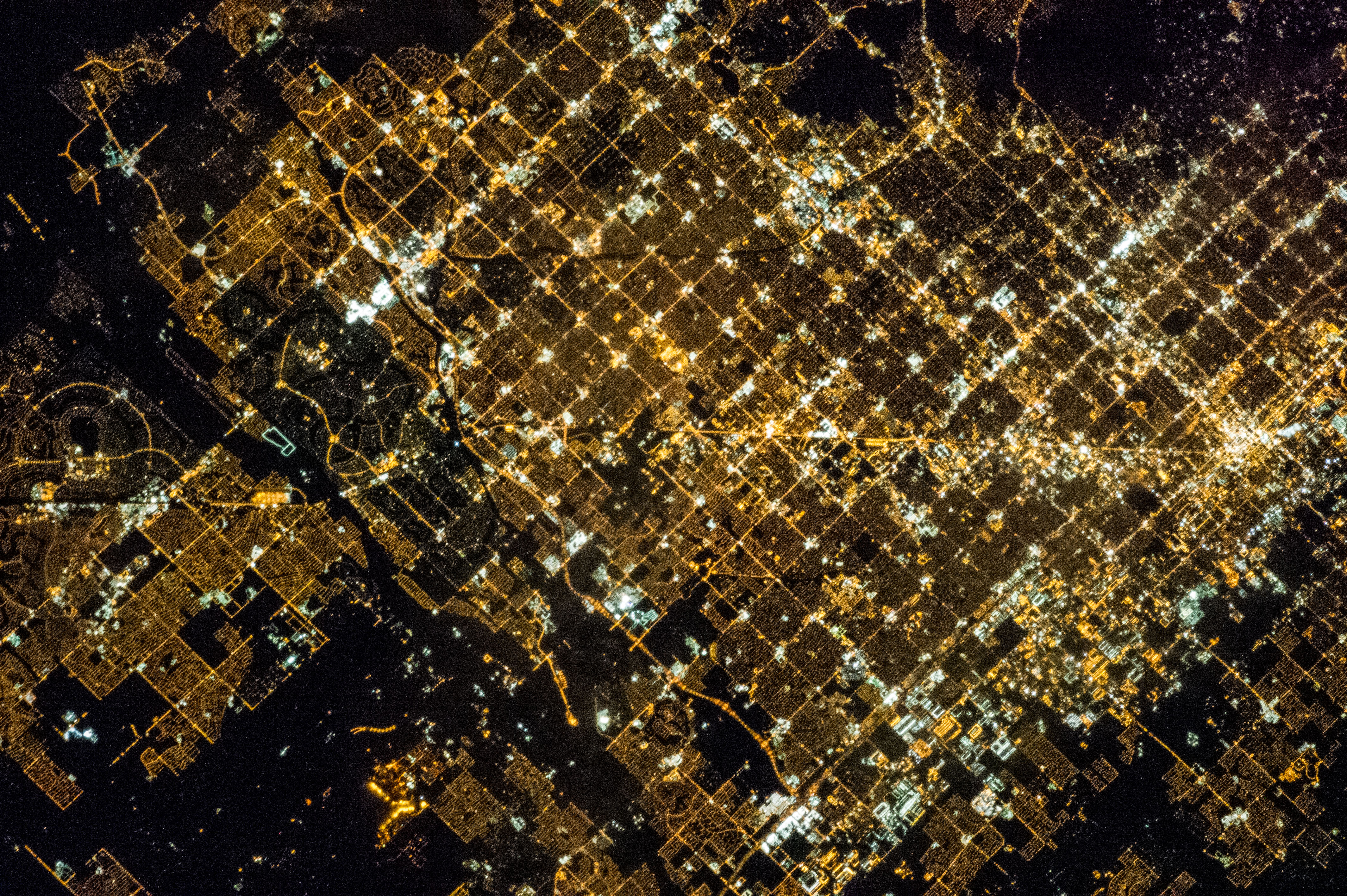
Phoenix vue de l'ISS en mars 2013 : la grille est traversée en diagonale par Grand Avenue (orientée du NO vers le SE).

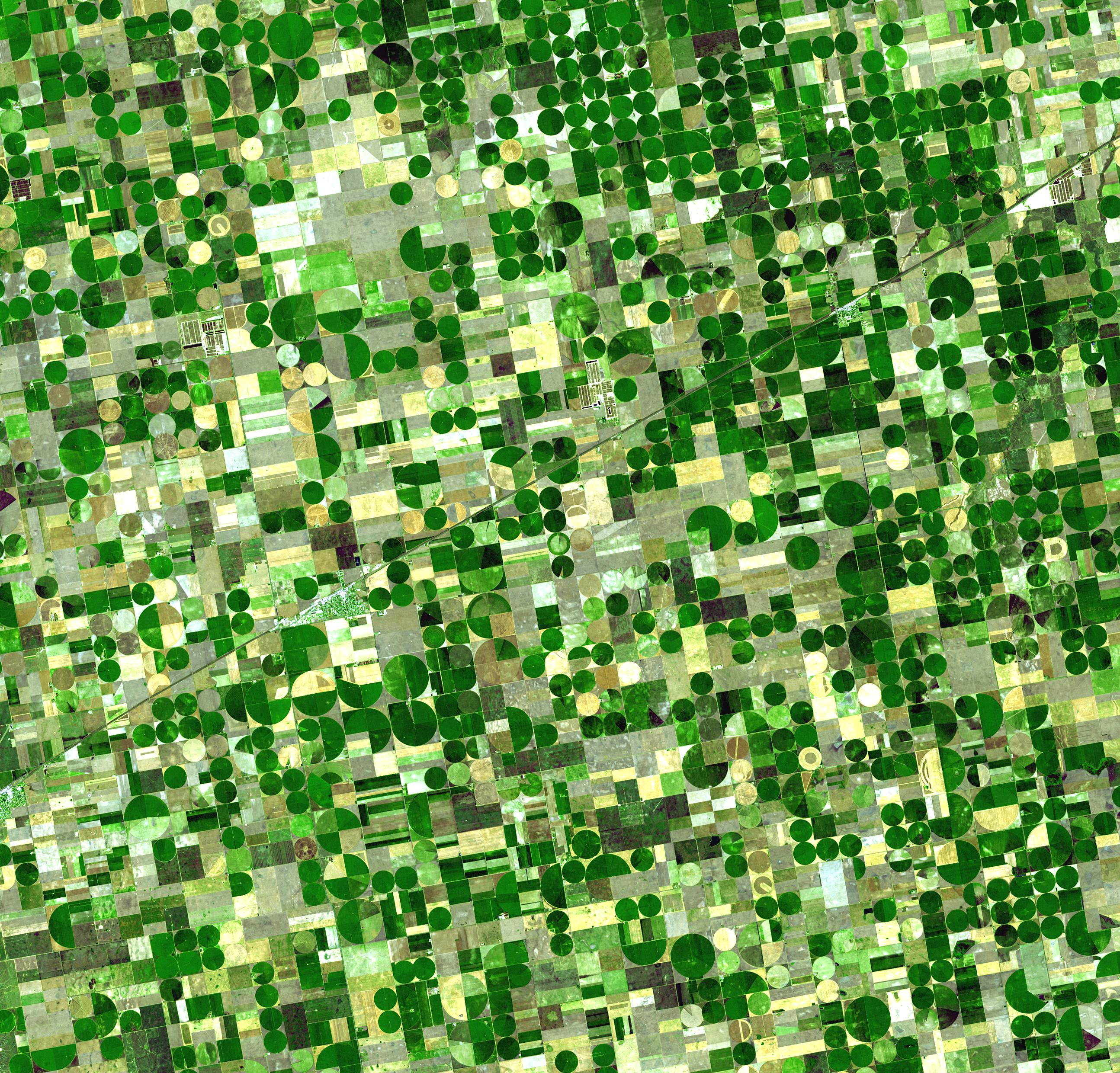
Photo satellite d'une portion du comté de Haskell, au Kansas, en juin 2001. Le maillage est composé de sections d'un mile de côté, les cercles correspondent à des champs irrigués.

Malgré ses avantages, le PLSS pose quelques problèmes, car il n'est pas parfait : les arpenteurs ont commis de nombreuses erreurs de relevée (parfois corrigées par une nouvelle levée du cadastre, mais d'autres fois acceptées tels qu'elles), le système n'est pas homogène sur l'ensemble du territoire (19 grilles différentes dans le cas extrême de l'Ohio) et le quadrillage n'est pas parfaitement carré.
Par exemple, trois États limitrophes ont des frontières qui suivent théoriquement uniquement des méridiens et des parallèles : le Wyoming, l'Utah et le Colorado ; les limites du Wyoming (l'État le moins peuplé des États-Unis, avec une population comparable à celle du Luxembourg), correspondent aux latitudes 41° N et 45° N, ainsi qu'aux longitudes 27° O et 34° O du méridien de Washington (c'est-à-dire 104° 2′ 48″ O et 111° 2′ 48″ O par rapport à celui de Greenwich) ; quant au Colorado, il s'agit des 37° N, 41° N, 25° O et 32° O (102° 2′ 48″ O et 109° 02′ 48″ O de Greenwich). Or, si les parallèles le sont parfaitement, les méridiens sont des lignes convergentes : la limite septentrionale de chacun de ces deux États est plus courte que celle méridionale. Ces États n'ont donc pas une forme rectangulaire, mais de trapèze. Si on rajoute les erreurs d'arpentage, on doit même parler de simples polygones aux côtés irréguliers. Ainsi, le quadripoint entre l'Utah, le Colorado, l'Arizona et le Nouveau-Mexique, appelé les Four Corners se trouve au point 36° 59′ 56,3″ N, 109° 02′ 42,6″ O, c'est-à-dire à 160 mètres trop au sud-est du point correct.